# Nonnula amaurocephala
Nonnula amaurocephala là một loài chim trong họ Bucconidae.